# 大野裕
大野 裕（おおの ゆたか、1950年3月11日 - ）は、日本の医学者・精神科医。慶應義塾大学保健管理センター教授、国立精神・神経医療研究センター認知行動療法センター所長 を経て、現在は顧問。一般社団法人認知行動療法研修開発センター理事長。専門は、臨床精神医学・認知療法。皇后雅子の主治医。

## 経歴・概説
愛媛県生まれ。愛光中学校・高等学校を経て1978年慶應義塾大学医学部卒、1982年助手、1989年医学博士の学位を取得、1994年同大学保健管理センター医師、1996年医学部専任講師、2002年保健管理センター教授。この間コーネル大学医学部、ペンシルベニア大学 医学大学院へ留学。2011年6月より国立精神・神経医療研究センター認知行動療法センター所長に就任し、2015年4月より顧問。日本認知療法・認知行動療法学会理事長。日本ストレス学会理事。
うつ病などに対する認知療法の権威であり、一般向けの著書を多く執筆し、皇后雅子の主治医として知られる。
読売新聞人生案内の回答者の一人。

## 著書
- 『「うつ」を生かす うつ病の認知療法』星和書店 1990
- 『メゲそうな心が晴れる本』講談社 1995
- 『こころが軽くなる気分転換のコツ』大和書房 1997 のち文庫
- 『生き方を変える大法則』小学館文庫 1998
- 『こころが楽になる人間関係のヒント』大和書房 1998
- 『弱体化する生物、日本人』講談社 1999
- 『「うつ」を治す』PHP新書 2000
- 『主婦うつ あなたの笑顔を奪う7つのうつ病』法研 2001
- 『開き直れば「強い力」がわいてくる』新講社 2002 改題「「開き直る」こころのセラピー」
- 『MモードとDモードの法則 やるき力と無気力を操る心理テクニック』法研 2002
- 『うつで悩まないで! 専門医からあなたに合ったアドバイス』ナツメ社 2003
- 『「心配性」と上手につきあう方法 小さいことが気になる人の気分転換』大和書房 2003 改題「少し「心配性」のほうが、うまくいく!」
- 『こころが晴れるノート うつと不安の認知療法自習帳』創元社 2003
- 『「悩み上手」「悩み下手」』新講社 2003
- 『こころの自然治癒力 自分を回復させる力の高め方』講談社（こころライブラリー）2004
- 『こころをほぐす小さな「開き直り」術 幸せをつかむ20のヒント』主婦の友社 2005
- 『「心の病」なんかない。』幻冬舎 2006 のち文庫
- 『こころの健康学 がんばりすぎずに生きてみよう』日経ビジネス人文庫 2007
- 『うつ病・双極性障害で悩まないで! 専門医からあなたに合ったアドバイス』ナツメ社 2007
- 『「うつ」道場!』文藝春秋 2007
- 『不安症を治す 対人不安・パフォーマンス恐怖にもう苦しまない』幻冬舎新書 2007
- 『認知療法の技法と実践 精神療法の接点を探って』金剛出版 2008
- 『うつ・不安に効く7つのステップ ケータイ式認知療法』大和書房 2008
- 『こころのエクササイズ つらい気持ちを楽にする38のアイデア』講談社 2008
- 『「だから自分はダメなんだ」と決めつけない こころが楽になる気持ちの扱い方』大和書房 2009
- 『はじめての認知療法 こころが晴れるメソッド入門』講談社現代新書　2011
- 『「折れない心」をつくる40のルール』PHP研究所 2012
- 『「気持ちの整理」練習帖』三笠書房 2013
- 『こころのスキルアップ・トレーニング 認知療法・認知行動療法で元気を取り戻す』監修・著 きずな出版 2014
- 『「こころの力」の育て方 レジリエンスを引き出す考え方のコツ』きずな出版 2014
- 『精神医療・診断の手引き DSM-3はなぜ作られ、DSM-5はなぜ批判されたか』金剛出版 2014

### 共編著
- 『境界パーソナリティ障害(BPD)』小此木啓吾共編 ライフ・サイエンス（精神医学レビュー）1996
- 『認知療法ハンドブック』小谷津孝明共編 星和書店 1996
- 『認知行動療法の理論と実際』岩本隆茂、坂野雄二共編 培風館 1997
- 『心の臨床家のための必携精神医学ハンドブック』小此木啓吾、深津千賀子共編 創元社 1998
- 『精神科プラクティス 第3巻』黒澤尚、北西憲二共編 星和書店 1999
- 『ミドルエイジ・クライシス やさしい発想転換法』弘兼憲史共著 朝日出版社 2001
- 『抑うつの臨床心理学』坂本真士、丹野義彦共編 東京大学出版会 2005
- 『チーム医療のための最新精神医学ハンドブック』 弘文堂 2006
- 『高齢者のうつ病』 金子書房 2006
- 『ツレと貂々、うつの先生に会いに行く』細川貂々共著 朝日新聞出版 2011　のち文庫
- 『うつ病治療ハンドブック 診療のコツ』編 金剛出版 2011
- 『ストレスや苦手とつきあうための認知療法・認知行動療法 吃音とのつきあいを通して』伊藤伸二共著 金子書房 2011
- 『こころのスキルアップ教育の理論と実践 しなやかなこころをはぐくむ』中野有美共編著 認知行動療法教育研究会著 大修館書店 2015
- 『世界自殺統計 研究・臨床・施策の国際比較』マシュー・K・ノック,ギリェルメ・ボルヘス共編 坂本律訳 明石書店 2015

### 翻訳
- John R.Lion『向精神薬・処方の芸術 精神療法と向精神薬療法の統合』片山義郎共訳 星和書店 1982
- ポリーヌ・R.クランス『インポスター現象』小此木啓吾共訳 筑摩書房 1988
- アーロン・T.ベック『認知療法 精神療法の新しい発展』岩崎学術出版社（認知療法シリーズ）1990
- Robert L.Spitzer『SCID DSM-III-R面接法』花田耕一共訳 医学書院 1992
- J.B.パーソンズ『実践的認知療法 事例定式化アプローチ』（監訳）金剛出版 1993
- G.O.ギャバード『精神力動的精神医学.その臨床実験「DSM-4版」2』（監訳）岩崎学術出版社 1997
- Allen Frances、John P.Docherty、David A.Kahn『エキスパートコンセンサスガイドライン 精神分裂病と双極性障害の治療』ライフ・サイエンス 1997
- John S.March他『エキスパートコンセンサスガイドライン 強迫性障害(OCD)の治療』ライフ・サイエンス 1999
- Joseph P. McEvoy、Patricia L. Scheifler、Allen Frances『精神分裂病の治療1999』ライフ・サイエンス（エキスパートコンセンサスガイドラインシリーズ）2000
- George S.Alexopoulos『痴呆性老人における焦燥の治療』ライフ・サイエンス 2000
- Peter J.Weiden『新薬で変わる分裂病治療 本人と家族のためのガイドブック』藤井康男共訳 ライフ・サイエンス 2001
- American Psychiatric Association『DSM-4-TR精神疾患の分類と診断の手引』高橋三郎、染矢俊幸共訳 医学書院 2002
- American Psychiatric Association『DSM-4-TR精神疾患の診断・統計マニュアル』高橋三郎、染矢俊幸共訳 医学書院 2002
- 『女性のうつ病治療 2001』アルタ出版（エキスパートコンセンサスガイドラインシリーズ）2002
- Michael H.Allen他『精神科救急治療』アルタ出版 2002
- Gary S.Sachs『双極性障害の薬物療法 2000』アルタ出版 2003
- Robert C.Baldwin他『高齢者うつ病診療のガイドライン』鈴木映二、藤澤大介共監訳 南江堂 2003
- George S.Alexopoulos『高齢者のうつ病に対する薬物療法』アルタ出版 2003
- John M.Kane『精神病性障害薬物治療の最適化』（監訳）アルタ出版 2004
- ジェームズ・P.マカロウ『慢性うつ病の精神療法』古川壽亮、岡本泰昌、鈴木伸一共監訳 医学書院 2005
- Edna B.Foa、Jonathan R.T.Davidson、Allen Frances『PTSD』金吉晴共監訳 アルタ出版 2005
- ロバート・D.フリードバーグ、バーバラ・A.フリードバーグ、レベッカ・J.フリードバーグ『子どものための認知療法練習帳』長江信和、元村直靖共訳 創元社 2006
- Jesse H.Wright、Monica R.Basco、Michael E.Thase『認知行動療法トレーニングブック』医学書院 2007
- ロバート・D.フリードバーグ、ローリー・E.クロスビー『子どものための認知療法練習帳ガイドブック』長江信和、元村直靖共訳 創元社 2008
- マイケル・E・アディス,クリストファー・R・マーテル『うつを克服するための行動活性化練習帳 認知行動療法の新しい技法』岡本泰昌共監訳 うつの行動活性化療法研究会訳 創元社 2012
- ウィレム・クイケン,クリスティーン・A.パデスキー,ロバート・ダッドリー『認知行動療法におけるレジリエンスと症例の概念化』監訳 荒井まゆみ,佐藤美奈子訳 星和書店 2012
- クリストファー・R・マーテル,ソナ・ディミジアン,ルース・ハーマン-ダン『セラピストのための行動活性化ガイドブック うつ病を治療する10の中核原則』坂井誠共監訳 創元社 2013
- デビッド・A・クラーク,アーロン・T・ベック『不安障害の認知療法 科学的知見と実践的介入』監訳 坂本律訳 明石書店 2013
- アレン・フランセス『精神疾患診断のエッセンス DSM-5の上手な使い方』中川敦夫,柳沢圭子共訳 金剛出版 2014
- American Psychiatric Association編『DSM-5精神疾患の診断・統計マニュアル』日本精神神経学会日本語版用語監修 髙橋三郎共監訳 染矢俊幸,神庭重信, 尾崎紀夫,三村將,村井俊哉訳 医学書院 2014
- American Psychiatric Association編『DSM-5精神疾患の分類と診断の手引』日本精神神経学会日本語版用語監修 髙橋三郎共監訳 染矢俊幸, 神庭重信, 尾崎紀夫,三村將, 村井俊哉訳 医学書院 2014
- ミリアム・アクタル『うつを克服するためのポジティブサイコロジー練習帳』監訳 山本眞利子訳 創元社 2015
- アーノルド・ウィンストン,リチャード N・ローゼンタール,ヘンリー・ピンスカー『動画で学ぶ支持的精神療法入門』堀越勝,中野有美共監訳 医学書院 2015
- フランク・ウィルス『認知行動療法の新しい潮流 3 ベックの認知療法』監修/監訳 坂本律訳 明石書店 2016